# Kościół Santa María del Pí w Barcelonie
Kościół Santa María del Pí (pol. Matki Boskiej Sosnowej) – gotycki kościół w Barcelonie, położony na ulicy Cardenal Casañas.

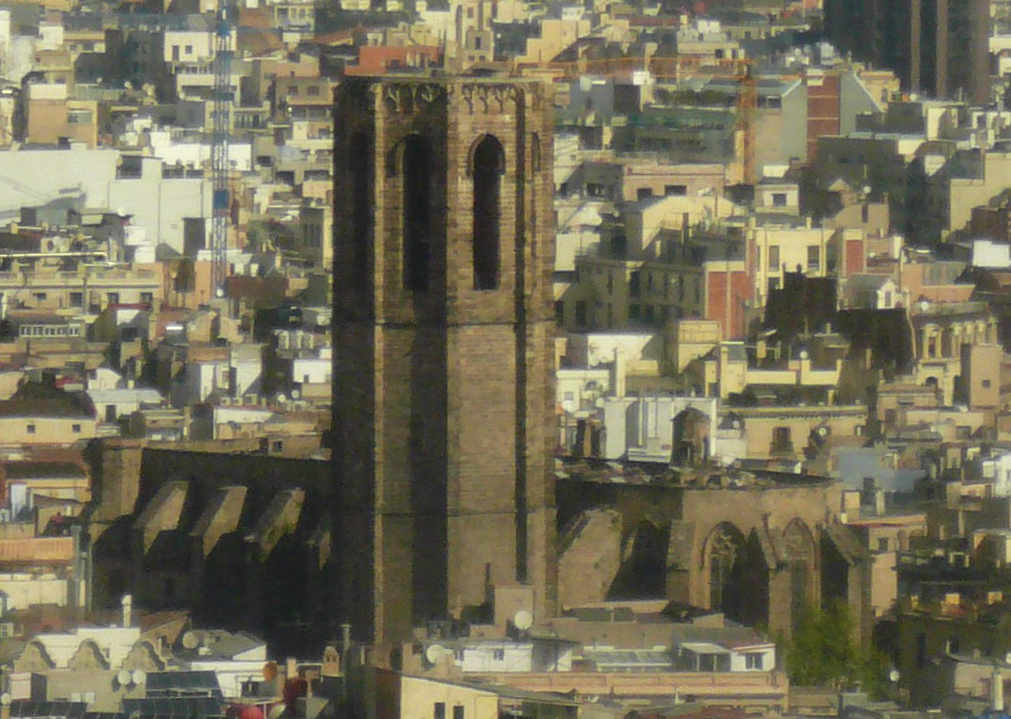
Kościół Santa María del Pí

## Historia
Według legendy, niepotwierdzonej jednak źródłami pisanymi, pierwsza chrześcijańska świątynia na tym miejscu znajdowała się już w roku 413. Pewne jest natomiast, że w 987 istniała murowana kaplica pod tym samym wezwaniem, co dzisiejszy kościół, położona wówczas daleko poza murami miejskimi Barcelony. Obecny obiekt został wzniesiony w latach 1319-1320 i przebudowany w 1391 w stylu gotyckim. Wcześniej, w 1379, rozpoczęto budowę ośmiobocznej dzwonnicy zaprojektowanej przez Bartomeu Masa, ukończonej w 1461. Na wieży tej znajduje się dziś sześć dzwonów, z których najstarszy, Andreua, datuje się z 1669, zaś największy, Antonia, waży 1806 kg. Z kolei wysokość samej dzwonnicy wynosi 54 metry. 
Na przestrzeni stuleci nie były prowadzone prawie żadne zmiany jego wnętrza lub fasady, jedynie w XIX wieku, po pożarze, został częściowo zrekonstruowany w stylu katalońskiego neogotyku. Również pożar w 1936, w czasie hiszpańskiej wojny domowej, zniszczył oryginalną rozetę na fasadzie obiektu, która została odbudowana w 1940. 

## Architektura

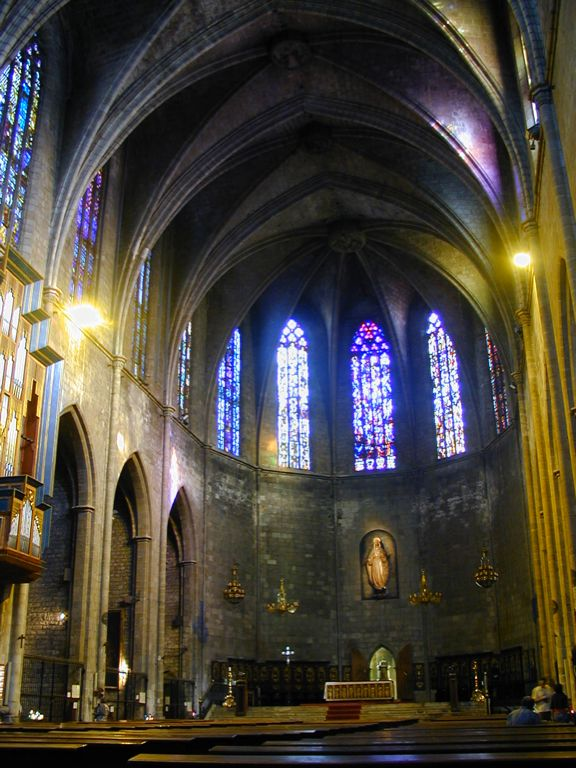
Widok na prezbiterium

Kościół wyróżnia się mnogością typowo gotyckich ozdób. Centralnym punktem jego głównej fasady jest wielka rozeta o średnicy 10 metrów. Wejście do świątyni prowadzi przez tympanon i portal tworzony przez szereg niewielkich kolumienek i ostrołukowych blend, którego centralnym punktem jest figura Maryi Dziewicy. W portalu powtarza się zdobniczy motyw sosny, skąd pochodzi wezwanie kościoła. Obiekt wsparty jest na rzędach przypór oraz elementach portyku zachowanego z wcześniejszej, romańskiej świątyni na tym miejscu. Wszystkie okna w kościele mają kształt ostrych łuków i są wypełnione witrażami. 
Kościół jest jednonawowy, z rzędem kaplic po obydwu stronach. Mierzy 54 metry długości, 16,5 metra szerokości oraz 27 metrów wysokości (12 w przypadku kaplic). Po pożarze kościoła z 1936 jego wnętrze nie posiada niemal żadnej dekoracji, zaś w miejscu spalonego dziewiętnastowiecznego ołtarza głównego znajduje się jedynie trzymetrowa figura Matki Boskiej z 1973 i starszy o cztery lata skromny ołtarz. Po pożarze odrestaurowano także części stalli (w 1986).